# Zay
Zay är ett vattendrag i Armenien. Det ligger i den sydöstra delen av landet, 150 kilometer sydost om huvudstaden Jerevan.
Trakten runt Zay består i huvudsak av gräsmarker. Runt Zay är det ganska glesbefolkat, med 42 invånare per kvadratkilometer.